# Pacific Rim National Park Reserve
Pacific Rim National Park Reserve er en nationalpark beliggende på Vancouver Island i det vestlige British Columbia i Canada, oprettet i 1970. Foruden bevaringsværdige strande og marine områder findes i parken tempereret regnskov.

## Geografi
Pacific Rims nationalpark er delt i tre geografiske hovedområder, Long Beach og West Coast Trail som ligger langs Vancouver Islands vestlige kyst og Brok Group Islands, en samling af over hundrede små øer i sundet Barkley Sound. Long Beach, som er en 16 kilometer lang strand ved Wickaninnish Bay, er parkens mest besøgte turistmål. Vandrestierne West Coast Trail går i varieret natur, både langs strande og igennem skovområder, og passerer såvel klipper som vandfald og grotter. Totalt er der  75 kilometer vandrestier i parken.

## Klima
Nærheden til Stillehavet og bjergene øst for parken gør at klimaet karakteriseres af regn og dis. Sommeren er tørrere end resten af året, dog dannes dis ofte også i løbet af sommeren fordi fugtig luft kommer ind fra havet. Disse fugtige forhold er forudsætninger for områdets tempererede regnskov.